# Desmond Piper
Desmond Royle Piper (ur. 11 października 1941 w Melbourne) – australijski hokeista na trawie, medalista olimpijski.
Występował głównie w ataku, sporadycznie grał jako obrońca. W reprezentacji narodowej grał już w roku 1962. Piper reprezentował Australię na trzech igrzyskach olimpijskich (IO 64, IO 68 i IO 72), zdobywając dwa medale: srebrny w 1968 oraz brązowy w 1964. Na igrzyskach w Monachium, Australia z Piperem w składzie zajęła miejsce piąte. Ogółem Desmond Piper wystąpił w 15 olimpijskich spotkaniach strzelając jedną bramkę (miało to miejsce w Tokio w 1964).

## Życiorys
- Desmond Piper Bio, Stats and Results. Sports-reference.com. [dostęp 2014-09-06]. [zarchiwizowane z tego adresu (2012-11-13)]. (ang.).